# District de Peren
Le district de Peren est un district de l'état du Nagaland, en Inde.

## Géographie
Au recensement de 2011, sa population compte 94 954 habitants.
Son chef-lieu est la ville de Peren. 